# 옌니 발

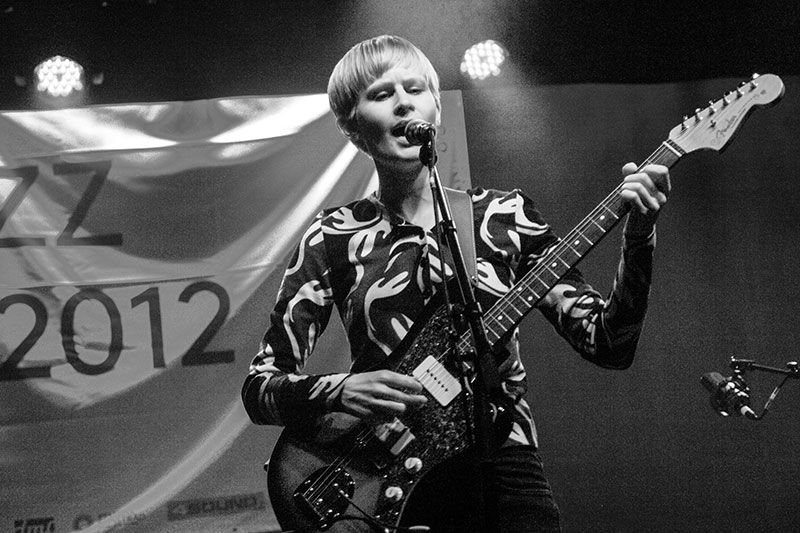
2012년 모습

옌니 발(Jenny Hval, 1980년 7월 11일 ~ )은 노르웨이의 싱어송라이터, 음반 프로듀서, 소설가이다. 그녀는 Rockettothesky라는 이름으로 2장, 자신의 이름으로 6장 등 8장의 솔로 앨범을 발표했다.
2015년 발은 다섯 번째 정규 앨범인 Apocalypse, Girl을 발매하여 폭넓은 호평을 받았다. 이듬해 그녀는 흡혈귀, 월경, 그리고 1970년대 공포 영화의 영향을 받은 콘셉트 음반 Blood Bitch를 발매했다.

## 소설
옌니 발은 문학을 공부하고 프리랜서 칼럼니스트이자 작가로 활동한 후 2009년에 소설 Perlebryggeriet(Pearl Brewery)를 출판했다. "Paradise Rot: A Novel"이라는 제목의 영어판은 마리잼 이드리스(Marjam Idriss)에 의해 번역되었으며 2018년 10월 버소 북스(Verso Books)를 통해 출판되었다. 그녀의 두 번째 작품인 Inn i ansiktet(Into the Face)는 2012년 10월 노르웨이에서 출판되었다. 히발은 2018년에 세 번째 소설인 Å hat Gud(To Hate God)를 출판했으며 이 소설도 마리잼 이드리스와 2020년 10월 버소 북스를 통해 "Girls Against God"이라는 제목으로 출판되었다.